# Bni Gmil Maksouline
Bni Gmil Maksouline (franska: Bni Gmil Maksouline (CR), Bni Gmil Maksouline (Commune Rurale), arabiska: بني جميل مكسولين) är en kommun i Marocko.   Den ligger i provinsen Al Hoceïma och regionen Tanger-Tétouan-Al Hoceïma, i den nordöstra delen av landet, 240 km nordost om huvudstaden Rabat. Antalet invånare är 9 915.